# George Robert Waterhouse
Pour les articles homonymes, voir Waterhouse.
George Robert Waterhouse est un naturaliste britannique, né le 6 mars 1810 à Somers Town et mort le 21 janvier 1888 à Putney.

## Biographie
Waterhouse devient le conservateur du muséum du Zoological Society of London en 1836. Charles Darwin (1809-1882) lui confie les mammifères et les coléoptères qu’il a récoltés durant son voyage à bord du Beagle.
En 1843, il devient conservateur-assistant au département de minéralogie et de géologie au British Museum, puis conservateur en 1851 après la mort de Charles Konig (1774-1851). En 1857, à la suite de la restructuration du département, il devient conservateur de la géologie, poste qu’il conserve jusqu’en 1880.
Avec Frederick William Hope (1797-1862), il est le fondateur et le conservateur de la Royal Entomological Society. Waterhouse est l’auteur d’A natural history of the Mammalia (1846-1848).